# 自組裝

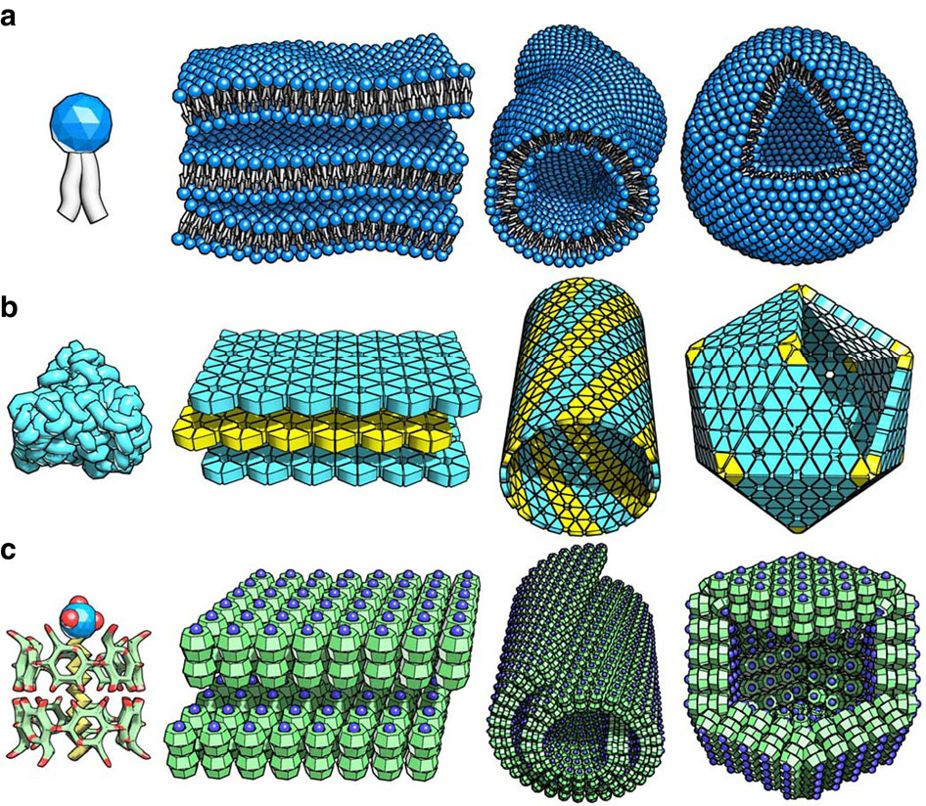
(a) 脂質、(b) 蛋白質 和 (c) SDS-環糊精複合物的自組裝。 SDS是一種界面活性劑，具有烴尾（黃色）和 SO4 頭（藍色和紅色），而環糊精是糖类環（綠色 C 和紅色 O 原子）。

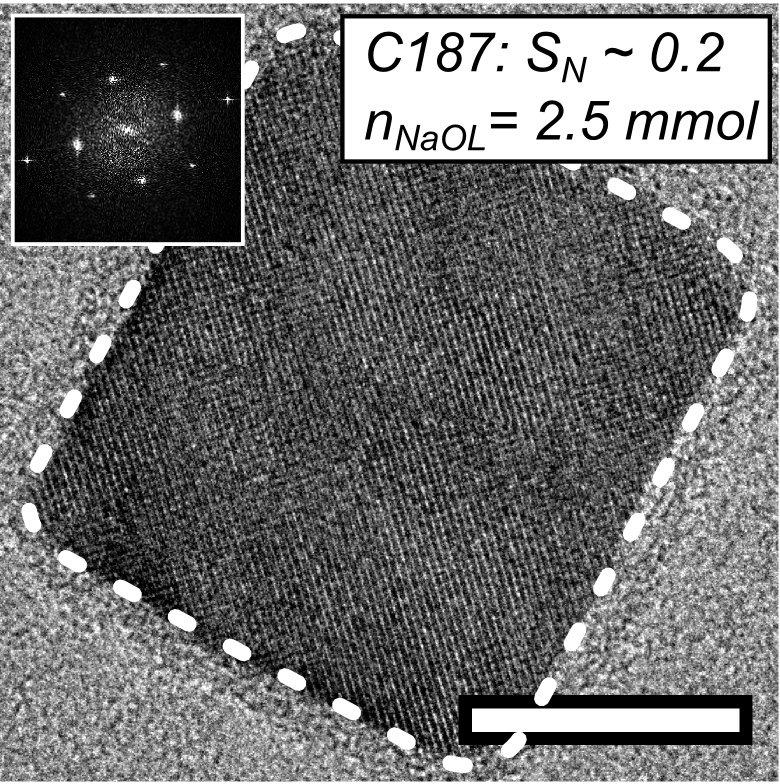
氧化鐵奈米粒子的透射電子顯微鏡影像。虛線邊界內規則排列的點是鐵原子柱。左插圖是對應的电子衍射圖。比例尺：10 nm。

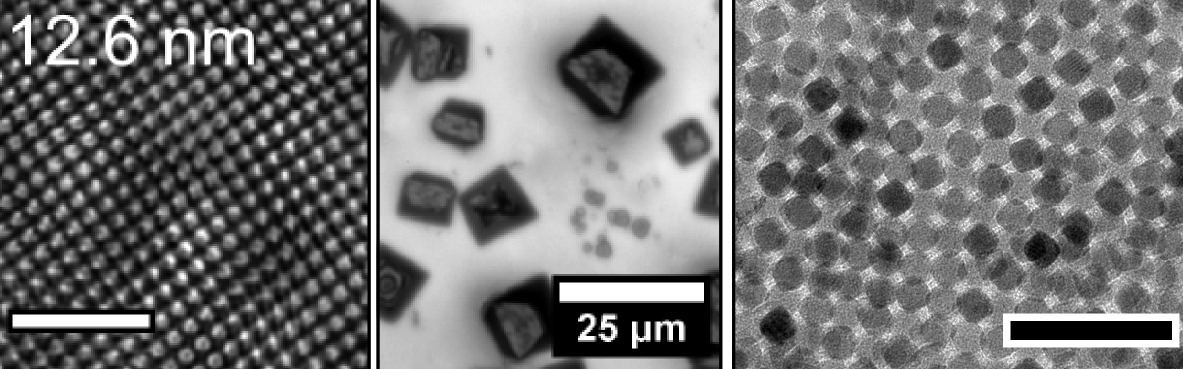
Iron oxide nanoparticles can be dispersed in an organic solvent (toluene). Upon its evaporation, they may self-assemble (left and right panels) into micron-sized mesocrystals (center) or multilayers (right). Each dot in the left image is a traditional "atomic" crystal shown in the image above. Scale bars: 100 nm (left), 25 μm (center), 50 nm (right).

自組裝（英語：Self-assembly，或譯自我組裝）是用來形容一無序系統在沒有外部的干預下，由個別部件間之互動（如吸引和排斥，或自發生成化學鍵），而組成一個有組織的結構之過程。近年自組裝特別吸引注意，因它提供自下而上（bottom-up）、可控制的方法組裝原子或分子成較大的結構（像奈米結構、微型機器等）。當組成成分是分子時，該過程稱為"分子自組裝"。
自組裝可分為靜態自組裝和動態自組裝。在靜態自組裝中，當系統接近平衡時，有序狀態就會形成，從而減少其自由能。然而，在動態自組裝中，由特定局部相互作用組織的預先存在的組件的模式通常不會被相關學科的科學家描述為“自組裝”。這些結構最好被描述為“自我組織”，儘管這些術語經常互換使用。
自组装至少有三个特征使其成为一个独特的概念

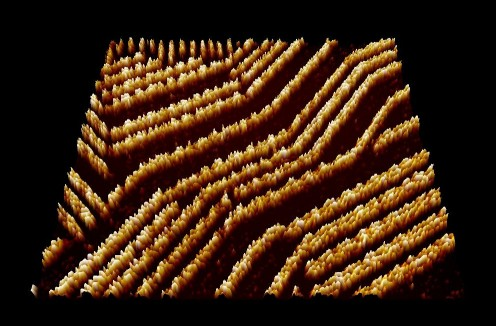
有機半導體喹吖啶酮的超分子鏈在石墨上自行組裝的掃描隧道顯微鏡影像。

- 有序性：首先，自组装的结构必须比单独的组成部分有序性更高，无论是形状还是自组装实体进行的任何行为。这一点与化学反应不同，在化学反应中，通常是朝着无序性状态转变的。
- 相互作用：第二个特征就是像凡德瓦力（Van der Waals）,毛细现象 （capillary action）, π-π相互作用（英语：Pi interaction）, 氢键（Hydrogen bond）这些弱相互作用，相对于传统的共价键，离子键，金属键在合成反应中起着重要的作用。它们决定了液体的物理性质，固体的可溶性，及生物膜的分子组装。
- 组成结构：第三个特点是构建的基本单元不只包括原子、分子，还包括拥有不同化学构成、结构、功能的纳米级、微米级的结构。这些结构可以是通过传统化学反应形成，也可以是通过别的自组装而构成的。